# 카툰 네트워크 스튜디오
카툰 네트워크 스튜디오(영어: Cartoon Network Studios)는 1994년에 설립된 미국의 애니메이션 제작사로, 터너 브로드캐스팅 시스템의 계열사이며 주로 영화 & TV 애니메이션을 제작하고 있다.

## 장편 영화
카툰 네트워크에서 제작된 모든 영화들은 워너 브라더스에서 배급한다.
| 영화 제목                             | 연도 | 공동제작               |
| ------------------------------------- | ---- | ---------------------- |
| 《파워퍼프걸 영화》                   | 2002 | 러프 드래프트 스튜디오 |
| 《레귤러 쇼: 더 무비》                | 2015 |                        |
| 《스티븐 유니버스: 더 무비》          | 2019 |                        |
| 《위 베어 베어스: 더 무비》           | 2020 |                        |
| 《벤 10 버서스 더 유니버스: 더 무비》 | 2020 |                        |

## 같이 보기
- 카툰 네트워크의 텔레비전 프로그램 목록